# 神虎龍駒
神虎龍駒（英語：Taj Dragon，來港前稱），是一匹在英國和香港出賽的賽駒，來港後練馬師是伍鵬志。

## 簡介
兩歲時，「神虎龍駒」於2021年Tattersalls Ire Goresbridge Breeze Up at Newmarket以19,000堅尼成交，在英國曾勝出三場賽事。其後，「神虎龍駒」被運來香港服役，加盟伍鵬志馬房。
2023年4月9日，「神虎龍駒」打開其在港的勝利之門。
2024年1月1日，艾兆禮策騎「神虎龍駒」勝出國際三級賽華商會挑戰盃，使得艾兆禮及練馬師伍鵬志首度在港勝出國際分級賽。賽後，艾兆禮說道：「這匹年輕馬實在不可多得，此駒本身正在進步中。賽前我認為牠可望有上佳演出，但不大肯定馬兒能否與一眾強手抗衡，但牠以出眾的表現証明牠真的做到。」練馬師伍鵬志說道：「這是夢想成真的一刻。始終馬兒今仗需要面對好些強手，賽前我和馬房團隊預期牠或有機會在賽事中取得多少獎金，但最終牠更成功勝出賽事，我的馬房明晚設宴及聚首慶祝新年，相信屆時將會倍感高興。老實說，我不認為牠可以擊敗這些佳駟。當艾兆禮上馬並前往賽道時，我們只希望牠可以跑入三甲，但牠相信牠今日在賽事中的演出已令不少人讚嘆。」正如伍鵬志所料，「神虎龍駒」賽後被大幅加分，最終被狂加21分，由90分加至111分。其後，「神虎龍駒」相隔4次出賽之後，在2024年5月19日，由黃智弘胯下勝出第一班1400米讓賽，為伍鵬志帶來在港從練第100場頭馬。

## 同父馬
曾於香港服役出賽並曾勝出大賽的同父馬包括：
- 日日美麗：曾勝出G3 晏加斯錦標（英语：Anglesey Stakes）（2021）

## 在港勝出賽事全紀錄
| 比賽日期   | 賽事名稱             | 賽事班次 | 賽道 | 賽事路程 | 比賽馬場 | 名次 | 完成時間 | 騎師   |
| ---------- | -------------------- | -------- | ---- | -------- | -------- | ---- | -------- | ------ |
| 09/04/2023 | 施勳讓賽             | 第三班   | 草地 | 1400米   | 沙田馬場 | 1    | 1:22.36  | 何澤堯 |
| 25/06/2023 | 藍寶石讓賽           | 第三班   | 草地 | 1400米   | 沙田馬場 | 1    | 1:22.28  | 潘頓   |
| 15/10/2023 | 美田讓賽             | 第三班   | 草地 | 1400米   | 沙田馬場 | 1    | 1:21.11  | 潘頓   |
| 10/12/2023 | 高地之舞讓賽         | 第二班   | 草地 | 1400米   | 沙田馬場 | 1    | 1:22.26  | 艾兆禮 |
| 01/01/2024 | 華商會挑戰盃（讓賽） | G3       | 草地 | 1400米   | 沙田馬場 | 1    | 1:21.98  | 艾兆禮 |
| 19/05/2024 | 賽馬傳統1400米讓賽   | 第一班   | 草地 | 1400米   | 沙田馬場 | 1    | 1:21.56  | 黃智弘 |

## 在港一級賽出賽全紀錄
| 比賽日期   | 賽事名稱           | 賽事班次 | 賽道 | 賽事路程 | 比賽馬場 | 名次 | 完成時間 | 騎師   |
| ---------- | ------------------ | -------- | ---- | -------- | -------- | ---- | -------- | ------ |
| 28/01/2024 | 百週年紀念短途盃   | G1       | 草地 | 1200米   | 沙田馬場 | 7    | 1:10.16  | 田泰安 |
| 10/03/2024 | 女皇銀禧紀念盃     | G1       | 草地 | 1400米   | 沙田馬場 | 8    | 1:22.65  | 布文   |
| 28/04/2024 | 富衛保險冠軍一哩賽 | G1       | 草地 | 1600米   | 沙田馬場 | 6    | 1:35.30  | 艾兆禮 |
| 08/12/2024 | 浪琴香港一哩錦標   | G1       | 草地 | 1600米   | 沙田馬場 | 10   | 1:34.09  | 艾兆禮 |

## 外部連結
- . 2024-01-01  [2024-01-01]. （原始内容存档于2024-01-12）.